# Emilio Martínez-Lázaro
Emilio Martínez-Lázaro (ur. 1945 w Madrycie) – hiszpański reżyser, scenarzysta i producent filmowy. 
Jego samodzielny debiut fabularny, Co powiedział Max (1978), zdobył Złotego Niedźwiedzia na 28. MFF w Berlinie, ex aequo z Pstrągami José Luisa Garcíi Sáncheza. Lazaro zasłynął jednak z popularnych filmów rozrywkowych i komediowych: Po drugiej stronie łóżka (2002), Dwie strony łóżka (2005), Jak zostać Baskiem (2014) czy Jak zostać Katalonką (2015). Był trzykrotnie nominowany do Nagrody Goya za najlepszą reżyserię.